# Fotovoltaika v Česku

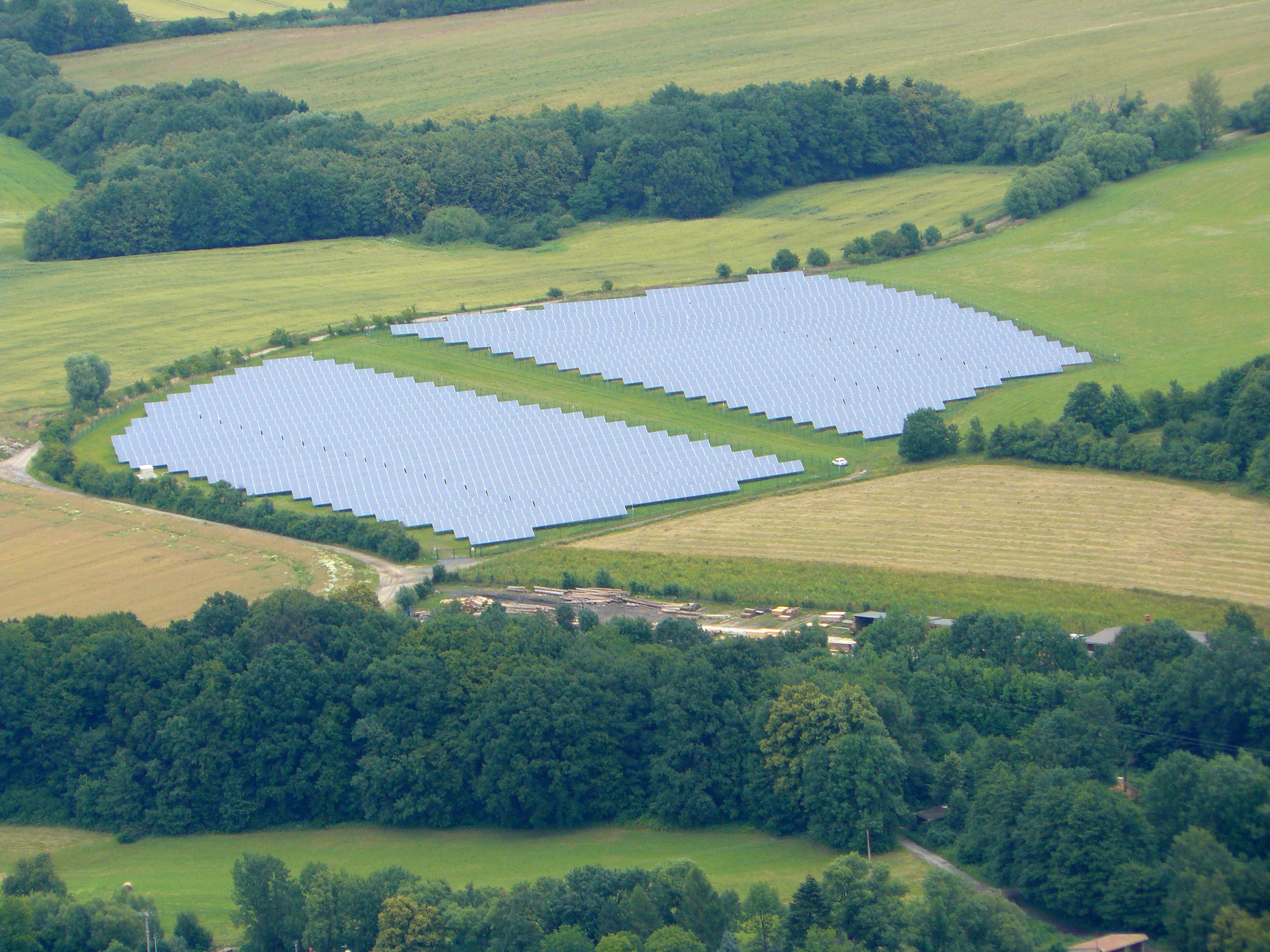
Fotovoltaická elektrárna u Bystřice pod Hostýnem

Fotovoltaika je v Česku jeden ze způsobů získávání elektřiny z obnovitelných zdrojů energie, které jsou podporovány státem dle zákona č. 165/2012 Sb. V letech 2009 a 2010 došlo podle původního zákona č. 180/2005 Sb. ke skokovému snížení ceny fotovoltaických panelů na trhu a návratnost investice do fotovoltaiky v Česku se tak snížila z plánovaných 15 let na přibližně 6–7 let. Vliv na rychlejší návratnosti investice do fotovoltaiky má ale také cena elektřiny, která v roce 2022 zaznamenala velký růst.

## Fotovoltaika dříve
Pro podporu obnovitelných zdrojů energie se zavázala již vláda Vladimíra Špidly, která si dala za cíl splnit unijní směrnici ze dne 27. září 2001 a docílit 8 % podílu zelené energie na celkové spotřebě energie v Česku. Investorům vláda garantovala výkupní ceny elektřiny na 15 let dopředu.
V roce 2005 vláda přijala novelu, která znemožňovala snížit výkupní ceny energií z obnovitelných zdrojů o více než 5 % za rok. Energetickému regulačními úřadu tak značně zamezila rychleji zvýšit cenu elektřiny, což se v budoucnu ukázalo jako chyba.
V letech 2008 a 2009 šla totiž cena solárních technologií skokově dolů, zatímco se výkupní cena za kWh vyrobené elektrické energie fakticky neměnila. Výhodné podmínky využila ke stavbě solárních elektráren řada spekulantů, náklady za provoz solárních elektráren se přitom projevily i zvýšením ceny za elektrickou energii běžným spotřebitelům a firmám. Díky pasivitě tehdejší vládní koalice se tento trend podařilo zastavit až přijetím novely zákona č. 180/2005 Sb., o podpoře výroby elektřiny z obnovitelných zdrojů energie, která již negarantovala výkupní ceny elektřiny vysoce ziskovým zdrojům. Později se přistoupilo i k zavedení speciální solární daně.
Na základě předešlé zkušenosti proto k vznikl nový dotační program Zelená úsporám. Aktuálně běží dotace z programu Nová zelená úsporám a zájemci mohou využít i orientační kalkulačku, která spočítá výši státní dotace i orientační dobu návratnosti investice nebo odhadovanou úsporu. Na fotovoltaické systémy lze získat dotaci do výše 205 tisíc Kč a ve třech vybraných krajích (Moravskoslezský, Karlovarský a Ústecký) ještě 10 % navíc. V kombinaci s kotlíkovou dotací mohou žadatelé navíc dosáhnout na bonus ve výši 10 tisíc Kč. Podmínkou je, aby byl žadatel vlastníkem rodinného domu a jeho fotovoltaický systém nepřesáhl 10 kWp instalovaného výkonu.

## Fotovoltaika dnes
Nový dotační program přispívá pouze na instalaci fotovoltaického zařízení. Dotace nová zelená úsporám podporuje instalace systémů pro rodinné domy, aby si běžná domácnost mohla vyrobit maximum energie pro vlastní spotřebu, a být energeticky nezávislá. Staré pravidlo „čím větší elektrárna, tím víc vyrobím a tím víc dostanu“, přestalo platit. Pro zisk dotace na instalaci fotovoltaických panelů musí být systém navržen tak, aby bylo 70 % vyrobené energie spotřebováno elektrickými spotřebiči domácnosti. Úsporu tedy představuje snížení účtu za energii. Ta totiž není čerpána z distribuční sítě, ale člověk si ji vyrobí a okamžitě spotřebuje sám. Dotační programy jsou nastaveny transparentně, aby na ně dosáhl každý, kdo chce:
- být energeticky nezávislý
- mít záložní zdroj v případě blackoutu
- zhodnotit vlastní nemovitost ekonomicky výhodným způsobem
- být šetrný k životnímu prostředí
- předcházet poklesu životní úrovně v důchodu

V roce 2022 ČEZ začal testovat plovoucí fotovoltaickou elektrárnu na horní nádrži přečerpávací vodní elektrárny Štěchovice.

## Energie, která má zelenou
Stát podporuje výrobu vlastní energie skrze dotační program Nová zelená úsporám. Peníze na dotace získává prodejem emisních povolenek. Podporuje tak běžné domácnosti k zavedení obnovitelných zdrojů. Důvodem je také naplnění cíle Ministerstva životního prostředí: snižovat podíl ročních emisí CO2. V březnu 2017 byl schválen dokument Aktivní politika ochrany klimatu v ČR do roku 2050. Jedním z hlavních cílů je snížení emise CO2 o 40 %. To vyžaduje implementovat dodatečné strategie a podpora obnovitelných energetických zdrojů je jednou z nich.
Díky státním dotacím na systémy, které dosahují výše až 105 000 Kč, se zvyšuje počet lidí, kteří o FVE mají zájem. Řada z nich počítá s instalací fotovoltaiky již při plánování novostavby. Pro výstavbu rodinného domů s nízkou energetickou náročností je proto velmi cenné předem vědět několik tipů, jako například jaká je vhodná orientace střechy nebo jaké nároky instalace klade na infrastrukturu domu. 
V českých podmínkách je ideální mít střechu se sklonem 35 stupňů, která je orientovaná na jih, i když přesný sklon ani orientace panelů nejsou kritické.

## Podpora výroby elektřiny z obnovitelných zdrojů
Státní podpora výroby elektřiny z obnovitelných zdrojů energie byla v České republice vyhlášena zvláštním zákonem č. 180/2005 Sb., o podpoře využívání obnovitelných zdrojů, tj. energie větru, slunečního záření, geotermální energie, vodní energie, energie půdy, biomasy, skládkového plynu, kalového plynu a bioplynu. Vyhlášené dotační podmínky vedly zejména v letech 2009 a 2010 k prudkému nárůstu výstavby solárních elektráren od malých až po velkoplošné, který způsobil hrozbu zdražení elektrické energie pro odběratele ve státě o desítky procent. Kritická situace vedla vládu k tomu, že nechala v režimu legislativní nouze[zdroj⁠?!] v září 2010 schválit novelu zákona, která pro další nově postavené solární elektrárny, zejména velkoplošné, podporu značně omezuje. Elektrárny postavené do konce roku 2010 však mají zaručeny extrémně zvýhodněné výkupní ceny elektřiny na dobu 15 let. Zákon pak byl od 1. ledna 2013 nahrazen zákonem č. 165/2012 Sb., o podporovaných zdrojích energie.

### Kritika
Na pražském semináři Centra pro ekonomiku a politiku s názvem Fotovoltaika a růst cen elektřiny v říjnu 2010 vyslovil Václav Klaus pochybnosti o tom, zda je vláda schopna regulovat cenu elektřiny tak, aby nedošlo k prudkému zvýšení ceny elektrické energie v důsledku dotace fotovoltaiky státem.
František Matějka (bývalý místopředseda Strany svobodných občanů) začal organizovat podání hromadného trestního oznámení proti podpoře obnovitelných zdrojů.